# Drentse 8 van Westerveld 2015
La 9e édition du Drentse 8 van Westerveld a lieu le 12 mars 2015. La course fait partie du calendrier international féminin UCI 2015 en catégorie 1.2. Elle est remportée par l'Italienne Giorgia Bronzini.

## Récit de la course
Peu d'attaques ont lieu durant la course. Dans le circuit final, une échappée constituée de huit coureuses part. Elle comprend Giorgia Bronzini, Valentina Scandolara, Annemiek van Vleuten, Loren Rowney, Willeke Knol, Emilie Moberg, Alice Maria Arzuffi et Heather Fischer. Leur avance croit à deux minutes. Après quelques démarrages destinés à distancer Giorgia Bronzini, celle-ci s'impose au sprint. L'épreuve est marquée par la lourde chute de Loren Rowney durant l'emballage final : alors qu'elle tente de remonter Giorgia Bronzini le long des barrières, un spectateur passe sa main par-dessus celles-ci et fait la chuter. Elle se casse la clavicule sur le coup,.

## Classements

### Classement final
| \| Classement général \| Classement général \| Classement général \| Classement général \| Classement général \| \| Coureur \| Coureur \| Pays \| Équipe \| Temps \| \| ------------------ \| -------------------- \| ------------------ \| ------------------------------ \| ------------------ \| \| 1re \| Giorgia Bronzini \| Italie \| Wiggle Honda \| 3 h 39 min 31 s \| \| 2e \| Valentina Scandolara \| Italie \| Orica-AIS \| + 0 s \| \| 3e \| Annemiek van Vleuten \| Pays-Bas \| Bigla \| + 0 s \| \| 4e \| Emilie Moberg \| Norvège \| Hitec Products \| + 0 s \| \| 5e \| Heather Fischer \| États-Unis \| États-Unis \| + 4 s \| \| 6e \| Willeke Knol \| Pays-Bas \| Liv-Plantur \| + 5 s \| \| 7e \| Loren Rowney \| Australie \| Velocio-SRAM \| + 5 s \| \| 8e \| Alice Maria Arzuffi \| Italie \| Inpa Sottoli Bianchi Giusfredi \| + 23 s \| \| 9e \| Amalie Dideriksen \| Danemark \| Boels Dolmans \| + 1 min 45 s \| \| 10e \| Amy Pieters \| Pays-Bas \| Liv-Plantur \| + 1 min 45 s \| |                      |            |                                |                 |
| |                      |            |                                |                 |
| Source : Cycling Quotient |                      |            |                                |                 |
| Classement général |                      |            |                                |                 |
| Coureur | Coureur              | Pays       | Équipe                         | Temps           |
| 1re | Giorgia Bronzini     | Italie     | Wiggle Honda                   | 3 h 39 min 31 s |
| 2e | Valentina Scandolara | Italie     | Orica-AIS                      | + 0 s           |
| 3e | Annemiek van Vleuten | Pays-Bas   | Bigla                          | + 0 s           |
| 4e | Emilie Moberg        | Norvège    | Hitec Products                 | + 0 s           |
| 5e | Heather Fischer      | États-Unis | États-Unis                     | + 4 s           |
| 6e | Willeke Knol         | Pays-Bas   | Liv-Plantur                    | + 5 s           |
| 7e | Loren Rowney         | Australie  | Velocio-SRAM                   | + 5 s           |
| 8e | Alice Maria Arzuffi  | Italie     | Inpa Sottoli Bianchi Giusfredi | + 23 s          |
| 9e | Amalie Dideriksen    | Danemark   | Boels Dolmans                  | + 1 min 45 s    |
| 10e | Amy Pieters          | Pays-Bas   | Liv-Plantur                    | + 1 min 45 s    |

### Points UCI
| Position,          | 1er | 2e | 3e | 4e | 5e | 6e | 7e | 8e | 9e | 10e |
| Classement général | 40  | 30 | 16 | 12 | 10 | 8  | 6  | 3  | 2  | 1   |